# Tim Rozon

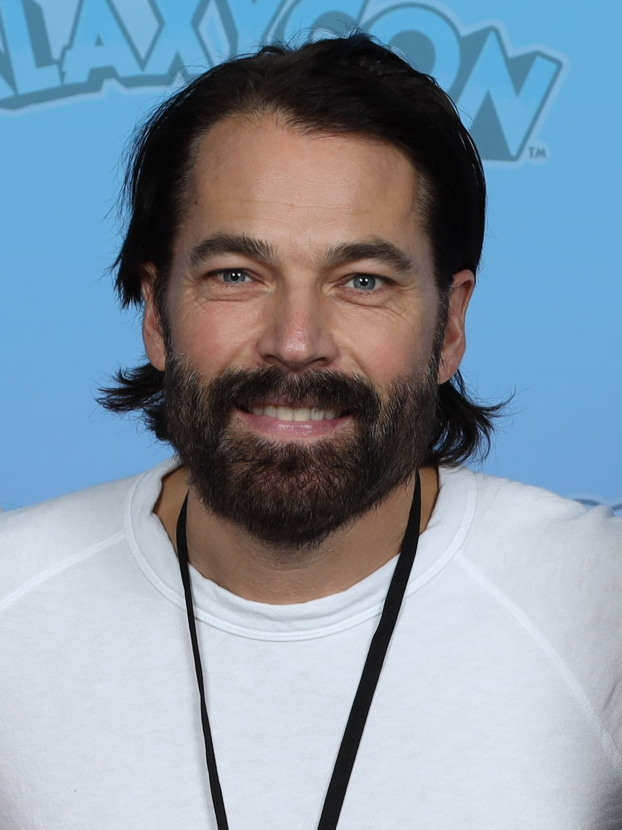
Tim Rozon (2023)

Timothy „Tim“ James Rozon (* 4. Juni 1976 in Ontario, Kanada) ist ein kanadischer Schauspieler.

## Leben
Rozon wuchs in Kanada auf und arbeitete als Model, bevor er erste Gastrollen in Serien wie Undressed – Wer mit wem?, Matchball für die Liebe oder Naked Josh erhielt. Er spielte auch kleinere Rollen in Filmproduktionen wie Der große Gatsby, See Jane Date, Fashion Girl – Der Pate trägt Prada oder I Do (But I Don’t). 2004 spielte Tim Rozon seine erste Hauptrolle in der kanadischen Produktion Pure.
In Deutschland ist er vor allem durch die Musik-Soap Instant Star bekannt. Dort spielte er die Hauptrolle des Tom Quincy. Die Serie wurde 2008 nach der vierten Staffel eingestellt.
Im Sommer 2006 eröffnete Rozon mit ein paar Freunden das Restaurant Garde Manger in Montreal am alten Hafen.

## Filmografie

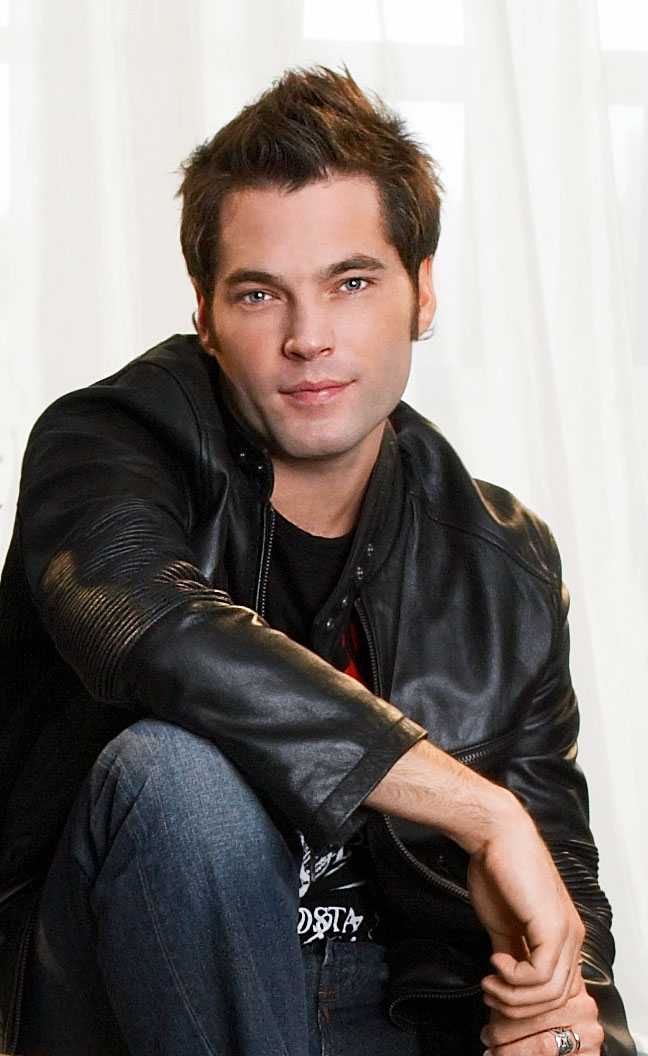
Tim Rozon (2008)

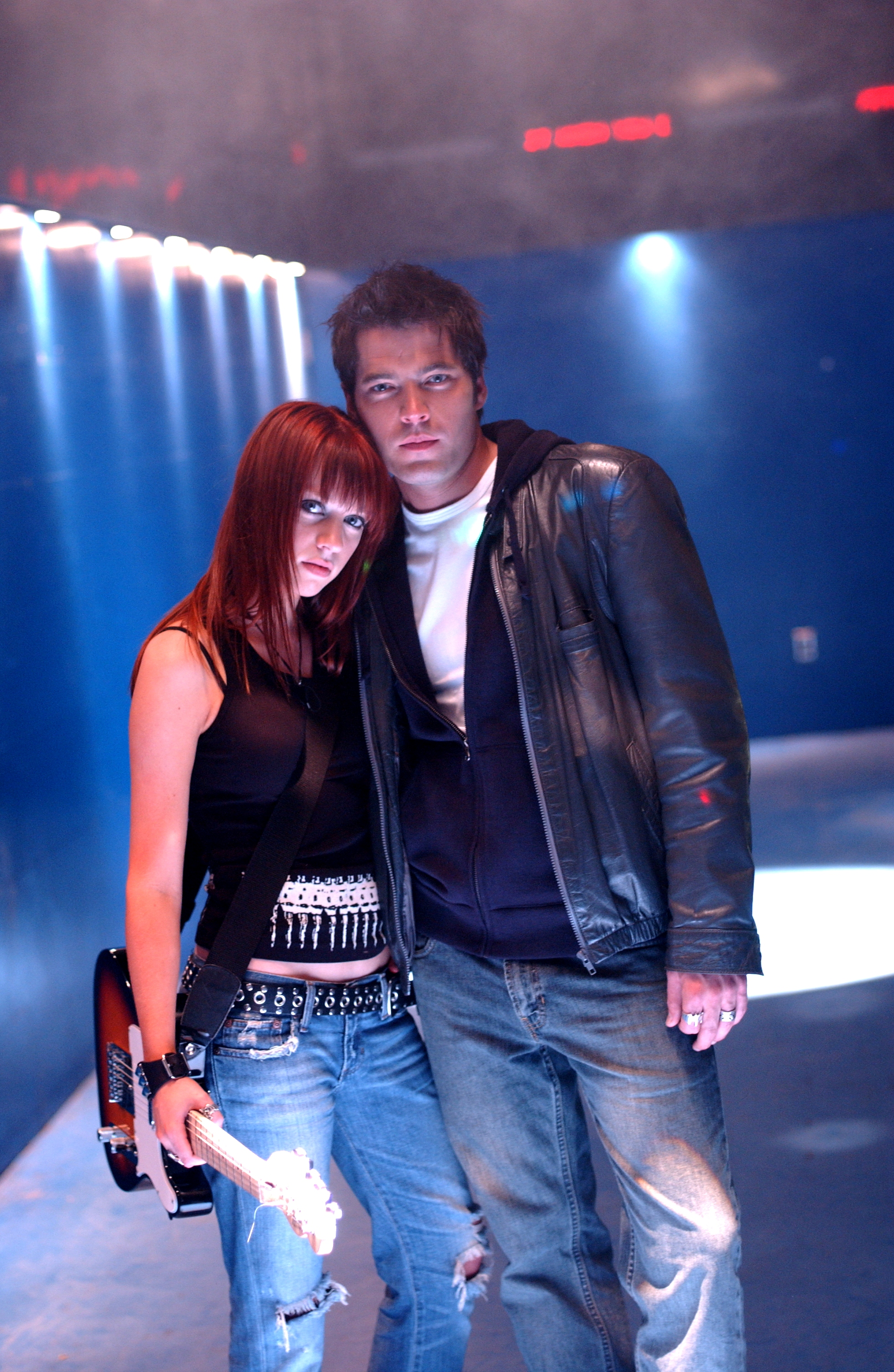
Alexz Johnson und Tim Rozon

### Filme
- 2000: Der große Gatsby (The Great Gatsby, Fernsehfilm)
- 2003: See Jane Date (Fernsehfilm)
- 2004: Fashion Girl – Der Pate trägt Prada (Crimes of Fashion, Fernsehfilm)
- 2004: Pure
- 2004: I Do (But I Don’t) (Fernsehfilm)
- 2006: Duo
- 2006: End of the Line
- 2007: 2 Strangers and a Foosball
- 2009: Screamers: The Hunting
- 2010: Territories
- 2013: Long Gone Day
- 2015: Unearthing (Fernsehfilm)
- 2016: Crossfire (Fernsehfilm)
- 2018: Lake Placid: Legacy (Fernsehfilm)
- 2019: Christmas Town – 14 märchenhafte Weihnachten (Christmas Town, Fernsehfilm)
- 2022: Merry Swissmas (A Christmas in Switzerland, Fernsehfilm)
- 2022: Love in Wolf Creek (Fernsehfilm)
- 2022: Christmas in Wolf Creek (Fernsehfilm)
- 2023: Purgatory Jack
- 2025: Karate Kid: Legends

### Serien
- 2004: Naked Josh (eine Folge)
- 2004: Fries with That (eine Folge)
- 2004: Matchball für die Liebe (15/Love, eine Folge)
- 2004–2008: Instant Star (54 Folgen)
- 2013–2014: Lost Girl (8 Folgen)
- 2015–2018: Schitt’s Creek (23 Folgen)
- 2016–2021: Wynonna Earp (49 Folgen)
- 2017: Saving Hope (eine Folge)
- 2019–2022: Diggstown (7 Folgen)
- 2020: Vagrant Queen (10 Folgen)
- seit 2021: SurrealEstate
- 2023: Gray (8 Folgen)

### Musikvideos
- 2007: Cory Lee – No Shirt, No Shoes, No Service